# 쓰쿠라촌
쓰쿠라촌(津倉村)은 에히메현 오치군에 설치된 촌이다. 